# Tourist (Athlete)
Tourist è il secondo album del gruppo musicale britannico Athlete, pubblicato il 31 gennaio 2005.

## Il disco
Per questo secondo album, Athlete dimostrano uno stile più maturo musicale, la creazione di un album più essenziale di quella sopra, cupo e riflessivo del loro primo album Vehicles and Animals. L'album è anche più ricco musicalmente (probabilmente simile allo stile dei Coldplay).
Il primo singolo dell'album, Wires, è diventato il più grande successo per la band con l'ingresso nel Official Singles Chart al #4. L'album è anche arrivato ad una buona classifica, raggiungendo la cima della Official Albums Chart e alla settimana durante la quale è uscito. Nonostante questo successo, l'album Tourist aveva un misto di ricezione critica, con qualche affermazione che gli Athlete non erano riusciti a mantenere lo stile unico del loro album precedente, mentre altri hanno visto il nuovo album come una progressione logica dal loro vecchio sound.
Alla fine del 2005,  Tourist è diventato il 32º album più venduto dell'anno nel Regno Unito, e Wires è stato l'89° singolo più venduto.
Chances è stata usata nel decimo episodio della quinta serie di Doctor Who, quando il Dottore ed Amy Pond portano Vincent van Gogh al Museo d'Orsay e gli mostrano quanto importante sarebbe diventato in futuro.

## Tracce
1. Chances – 4:50
2. Half Light – 3:41
3. Tourist – 3:57
4. Trading Air – 4:27
5. Wires – 4:20
6. If I Found Out – 5:02
7. Yesterday Threw Everything At Me – 3:45
8. Street Map – 4:38
9. Modern Mafia – 2:45
10. Twenty Four Hours – 5:01
11. I Love – 3:49
12. Lay Your Head - 4:55 (bonus track nell'edizione giapponese)

### Bonus DVD
1. Wires (video)
2. Tourist (Behind the Scenes Documentary)
3. Wires (live video - Shepherds Bush 2004)
4. Tourist (live video - Shepherds Bush 2004)
5. New Project (live audio - Shepherds Bush 2004)
6. Vehicles and Animals (live audio - Shepherds Bush 2004)
7. You Got the Style (live audio - Shepherds Bush 2004)
8. Shake Those Windows (live audio - Shepherds Bush 2004)